# Stävkraft
Stävkraft är en horisontell förstärkning mellan styrbords och babords balkvägare i en träbåt eller ett träskepp. Stävkraften är även fäst mot respektive förr- akterstävar. Stävkraften är monterad i höjd med överkant bordläggningen, samt kan även vara förankrat i bordläggningen. Mot farkost med akterspegel är knän monterade tillsammans med balkvägare även befogat vid akterspegel mot balkvägare. Stäv och köl är förbundna med ett stävknä.